# ジャン＝クロード・ヴァン・ダム ザ・コマンダー
『ジャン＝クロード・ヴァン・ダム ザ・コマンダー』（原題：Second in Command）は、2005年にアメリカで製作されたビデオ映画。日本でも劇場公開されずビデオスルーになった。
撮影はルーマニアのブカレストで行われた。

## あらすじ
政情が不安定な東欧某国。地元の反米過激派が米国大使館を囲い込み、クーデターを引き起こした。鳴り響く銃声と爆発音。ついには人質までを射殺する最悪の状況となる。残された人質を救出するため、国家の威信を守るため一人の軍人が立ち上がる。戦闘のプロフェッショナルとして召喚された男が、脅迫した極限の世界で、生き残りをかけた戦いに挑む。

## キャスト
| 役名                               | 俳優                           | 日本語吹替 |
| ---------------------------------- | ------------------------------ | ---------- |
| サミュエル'サム'・キーナン中佐     | ジャン＝クロード・ヴァン・ダム | 小杉十郎太 |
| ミシェル・ホイットマン             | ジュリー・コックス             | 浅野まゆみ |
| フランク・ゲインズ                 | ウィリアム・タプリー           | 檀臣幸     |
| ジョン・ボールドウィン大尉         | アラン・マッケンナ             | 松本大     |
| アール・'ガニー'・ダーネル一等軍曹 | ラザーク・アドティ             | 安元洋貴   |
| ユーリ・アミュレフ大統領           | セルバン・セレア               | 小山武宏   |
| アードン・タバロフ                 | ヴェリボール・トピッチ         | 楠大典     |

## スタッフ
- 監督：サイモン・フェローズ
- 製作：ジョナサン・デビン、ブラッド・クレヴォイ、ドナルド・カシュナー、ピエール・スペングラー
- 製作総指揮：デヴィッド・ビクスラー
- 原案：ミルト・ベアデン、デヴィッド・コーレイ、ジョナサン・バワーズ
- 脚本：ジョナサン・バワーズ、デヴィッド・コーレイ、ジェイソン・ロスウェル
- 撮影：ダグラス・ミルサム